# リーディングコマーシャルハイスクール
リーディングコマーシャルハイスクールは、東京都教育委員会が優良商業高校を指定している。

## 概要
都立商業高等学校の自立支援として東京都教育委員会が実施している。高度な教育課程（簿記、情報処理、英語教育など）や、検定、資格を卒業後に役立て商業経済のスペシャリストとなる生徒を育成し、先進的な教育を行って商業高校の筆頭に立つ商業高校に与えられる称号。
意義
- 低迷する商業高校の活性化。
- 首都東京を中心とした経済活性化。
- 将来日本経済に貢献する、スペシャリストを育成。
- 大学進学後の経済、経営学部における専攻適正の低迷改善。